# Турецкое лобби в США
Туре́цкое ло́бби в США — лобби в США, продвигающее интересы Турецкой Республики во внешней политике Соединённых Штатов.

## История
Основные сферы интересов:
- предотвращение прохода резолюций касаемо возложения на Турцию ответственности за геноцид армян[1]
- предотвращение появления независимого Курдистана[1]

Военная помощь и поддержка турецкого правительства Соединёнными Штатами связаны с соображениями прав человека. В последнее время наблюдается тенденция сокращения американской помощи Турции, взамен чего США стали предоставлять кредиты. В 1990-е годы объём помощи Турции сократился с 543 млн долларов до 450 млн долларов. В 1997 году помощь Турции сократилась с 49 миллионов долларов до 25 миллионов долларов в ответ на действия турецких военных против курдов. Впоследствии также армянские лоббисты добились урезания ещё на 3 миллиона долларов, пока Турция не согласится открыть границу с Арменией, закрытую в знак протеста против армянских действий в Нагорном Карабахе. Когда Турция попыталась противодействовать этим сокращениям путём лоббирования против, это спровоцировало создание зависимости денежной помощи от решения курдского вопроса. Власти Турции опасаются, что, если она продолжит добиваться гарантий, чтобы обратить вспять эти сокращение помощи, США могут решить закрыть свои военные базы в Турции.
Турецкое лобби не смогло предотвратить принятые США карательные меры в отношении Саддама Хусейна. В 1990-х годах Турция столкнулась с трудностями в попытках предотвратить сокращение на 10 процентов выделенных ей средств от Конгресса США. Это сокращение зависело от того, подтвердит ли Государственный департамент США улучшение ситуации с правами человека в Турции и улучшения в укреплении доверия на Кипре. Это было рассмотрено Турцией как вмешательство в её внутренние дела, хоть никаких попыток вернуть эти средства ею предпринято не было.

## Геноцид армян
Одной из традиционных целей Турции и турецкого лобби является препятствие принятия в Конгрессе резолюций, осуждающих Турцию за геноцид армян.

## Экономические вопросы
Одним из важных экономических вопросов для Турции является вопрос транспортировки в страны Запада каспийской нефти. Турция лоббирует за то, чтобы нефтяной трубопровод в Средиземноморье проходил через её территорию. Это было поддержано властями США. Азербайджанская международная операционная компания, разрабатывающая этот нефтепровод, отказалась строить его через Турцию.
Также стране важна финансовая помощь от США для возмещения ущерба, нанесённых землетрясениями. После Измитского землетрясения Турция добилась выделения американской помощи общей суммой 11 млн долларов.